# 501年
| 千纪： | 1千纪                                                                                           |
| 世纪： | 5世纪 \| 6世纪 \| 7世纪                                                                         |
| 年代： | 470年代 \| 480年代 \| 490年代 \| 500年代 \| 510年代 \| 520年代 \| 530年代                       |
| 年份： | 496年 \| 497年 \| 498年 \| 499年 \| 500年 \| 501年 \| 502年 \| 503年 \| 504年 \| 505年 \| 506年 |
| 纪年： | 辛巳年（蛇年）；北魏景明二年；柔然太安十年；南朝齐永元三年、中兴元年                            |

## 大事记
- 蕭衍於江陵立南康王蕭寶融為齊和帝。統軍順長江東下，陷郢州（湖北武漢）、新亭（江蘇南京西南）、石頭（南京西）、圍台城（皇城）。
- 齊帝蕭寶卷軍事全委征虜將軍王珍國，王珍國潛兵入宮，斬蕭寶卷，蕭衍遂入建康（江蘇南京）。

## 出生
- 高昂
- 婁昭君
- 元爽
- 慕容绍宗
- 李希宗
- 赫连子悦
- 安原王

## 逝世
- 東城王
- 馬儒
- 潘玉兒
- 萧融
- 萧颖胄
- 蕭誦
- 蕭寶卷
- 王肃 (南北朝)
- 元羽
- 于烈
- 卢渊
- 李伯尚
- 李彪
- 王袭
- 柳玄达